# Rhinogobius wangchuangensis
Rhinogobius wangchuangensis es una especie de pez de la familia de los Gobiidae en el orden de los Perciformes.

## Morfología
- Número de vértebras: 27.[1]

## Hábitat
Es un pez de Agua dulce, de clima tropical

## Distribución geográfica
Se encuentran en Asia: la China.

## Observaciones
Es inofensivo para los humanos.